# بخش لا اونیون، تارما
شهرستان لا اونیون، تارما (به اسپانیایی: La Unión District, Tarma) یک سکونتگاه مسکونی در پرو است که در Tarma Province واقع شده‌است.

## خصوصیات
شهرستان لا اونیون ۱۴۰٫۴ کیلومترمربع مساحت و ۴٬۲۲۰ نفر جمعیت دارد و ۳٬۵۲۰ متر بالاتر از سطح دریا واقع شده‌است.